# 司危 (星官)
司危是中国古代星官名，意为掌安泰危败的神，属于二十八宿中的虚宿，位于现代星座的小马座。《丹元子步天歌》：“（虚）上下各一如連珠，命祿危非虛上呈。”司危位于司祿以北，由两颗星图上接近的恒星组成。分别是司危一（视星等5.16），司危二（视星等5.82）。